# مج راین
مج راین (انگلیسی: Madge Ryan؛ ۸ ژانویهٔ ۱۹۱۹ – ۹ ژانویهٔ ۱۹۹۴) یک هنرپیشه اهل استرالیا بود.
از فیلم‌ها یا برنامه‌های تلویزیونی که وی در آن نقش داشته است می‌توان به پرتقال کوکی، اس‌اواس. تایتانیک و جنون اشاره کرد.